# La Bernardière
La Bernardière és un municipi francès situat al departament de Vendée i a la regió de País del Loira. L'any 2007 tenia 1.535 habitants.

## Demografia

### Població
El 2007 la població de fet de La Bernardière era de 1.535 persones. Hi havia 544 famílies de les quals 105 eren unipersonals (51 homes vivint sols i 54 dones vivint soles), 144 parelles sense fills, 276 parelles amb fills i 19 famílies monoparentals amb fills.
La població ha evolucionat segons el següent gràfic:
Habitants censats

### Habitatges
El 2007 hi havia 572 habitatges, 555 eren l'habitatge principal de la família, 5 eren segones residències i 12 estaven desocupats. 564 eren cases i 5 eren apartaments. Dels 555 habitatges principals, 460 estaven ocupats pels seus propietaris, 91 estaven llogats i ocupats pels llogaters i 4 estaven cedits a títol gratuït; 5 tenien una cambra, 21 en tenien dues, 65 en tenien tres, 130 en tenien quatre i 333 en tenien cinc o més. 478 habitatges disposaven pel capbaix d'una plaça de pàrquing. A 187 habitatges hi havia un automòbil i a 340 n'hi havia dos o més.

### Piràmide de població
La piràmide de població per edats i sexe el 2009 era:
| Homes | Edats   | Dones |
| ----- | ------- | ----- |
| 0     | 95 o +  | 0     |
| 0     | 90 a 94 | 4     |
| 8     | 85 a 89 | 12    |
| 4     | 80 a 84 | 8     |
| 16    | 75 a 79 | 20    |
| 16    | 70 a 74 | 24    |
| 20    | 65 a 69 | 16    |
| 16    | 60 a 64 | 12    |
| 0     | 55 a 59 | 16    |
| 40    | 50 a 54 | 16    |
| 64    | 45 a 49 | 36    |
| 40    | 40 a 44 | 76    |
| 68    | 35 a 39 | 20    |
| 56    | 30 a 34 | 40    |
| 32    | 25 a 29 | 44    |
| 44    | 20 a 24 | 28    |
| 52    | 15 a 19 | 72    |
| 36    | 10 a 14 | 44    |
| 40    | 5 a 9   | 40    |
| 28    | 0 a 4   | 24    |

## Economia
El 2007 la població en edat de treballar era de 1.016 persones, 852 eren actives i 164 eren inactives. De les 852 persones actives 813 estaven ocupades (429 homes i 384 dones) i 40 estaven aturades (12 homes i 28 dones). De les 164 persones inactives 64 estaven jubilades, 50 estaven estudiant i 50 estaven classificades com a «altres inactius».

### Ingressos
El 2009 a La Bernardière hi havia 578 unitats fiscals que integraven 1.583,5 persones, la mediana anual d'ingressos fiscals per persona era de 17.417 €.

### Activitats econòmiques
Dels 38 establiments que hi havia el 2007, 2 eren d'empreses alimentàries, 8 d'empreses de fabricació d'altres productes industrials, 9 d'empreses de construcció, 11 d'empreses de comerç i reparació d'automòbils, 1 d'una empresa d'hostatgeria i restauració, 1 d'una empresa d'informació i comunicació, 1 d'una empresa financera, 3 d'empreses de serveis, 1 d'una entitat de l'administració pública i 1 d'una empresa classificada com a «altres activitats de serveis».
Dels 12 establiments de servei als particulars que hi havia el 2009, 2 eren tallers de reparació d'automòbils i de material agrícola, 2 paletes, 2 guixaires pintors, 2 fusteries, 1 lampisteria, 2 electricistes i 1 perruqueria.
Dels 2 establiments comercials que hi havia el 2009, 1 era una fleca i 1 una sabateria.
L'any 2000 a La Bernardière hi havia 31 explotacions agrícoles que ocupaven un total de 1.071 hectàrees.

## Equipaments sanitaris i escolars
El 2009 hi havia una escola elemental.

## Poblacions més properes
El següent diagrama mostra les poblacions més properes.